# Parchi di Genova
Elenco dei parchi situati nel comune di Genova:

## Parchi di Genova
I parchi di Genova, sono per la maggior parte aree verdi formate dalla continuità di più giardini adiacenti tra loro, spesso intorno a ville nobiliari.
Il parco più esteso della città è il sistema dei Parchi dei Forti (611,69) mentre il parco più rinomato e conosciuto di Genova sono i Parchi di Nervi, costeggiati dalla Passeggiata Anita Garibaldi.
Nel centro della città, oltre ai giardini pansili dei più importanti palazzi storici, i parchi più frequentati sono i Parchi di Piazza Corvetto e il Parco Gropallo (aperto al pubblico soltanto occasionalmente). Nel Ponente della città, spicca tra tutti il parco di Villa Durazzo-Pallavicini.

### Parchi dei Forti
Complesso naturale, formato dalla continuità tra i due parchi adiacenti alla cinta muraria cittadina, e l'area collinare dei Forti difensivi. È complessivamente il maggiore polmone verde della città e dell'intera area urbana genovese, nonché una delle più ampie aree naturali urbane d'Italia, con 611,69 ettari di territorio totale
| Nome                    | Ubicazione                    | Caratteristiche |
| ----------------------- | ----------------------------- | --- |
| Parco urbano delle Mura | Centro-ValPol-ValBis : Alture | È il maggiore parco urbano di Genova con i suoi 87.600 m2; è contenuto fra le storiche mura e i forti che sorgono sulle alture cittadine. |
| Parco urbano di Peralto | Centro-ValPol-ValBis : Alture | Parco urbano adiacente al Belvedere del Righi e sovrastato da Forte Sperone                                                               |

### Parchi di Nervi
I Parchi di Nervi sono il più rinomato complesso botanico della città, adiacente alla Passeggiata Anita Garibaldi, e costituito dall'unione dei giardini di diverse ville storiche attigue tra loro. Vi sono comprese:
| Nome                  | Ubicazione      | Caratteristiche |
| --------------------- | --------------- | --- |
| Villa Gropallo        | Levante (Nervi) | Residenza di campagna del marchese Gaetano Gropallo, oggi biblioteca di Nervi, circondata dal parco di 36.215 m2.                                                                          |
| Villa Serra Saluzzo   | Levante (Nervi) | Parco di 23.415 m2 che circonda la villa del XVI secolo oggi sede della Galleria d'arte moderna.                                                                                           |
| Villa Grimaldi Fassio | Levante (Nervi) | Il parco all'inglese digradante verso il mare, lungo la passeggiata a mare intitolata ad Anita Garibaldi. Notevole è il caratteristico roseto. La villa è sede del Museo Raccolte Frugone. |
| Villa Luxoro          | Levante (Nervi) | Ha un parco di 8.500 m2 che digrada fino alla scogliera di Capolungo. Nella villa di inizio XX secolo ha sede il Museo Giannettino Luxoro.                                                 |

### Parchi del Centro e del Nord cittadino
| Nome                                             | Ubicazione    | Caratteristiche |
| ------------------------------------------------ | ------------- | --- |
| Parchi di Piazza Corvetto                        | Centro urbano | Area verde, composta da due parchi adiacenti, tra i quali si pone la centrale piazza. Nel suo insieme risultano i parchi più frequentati del centro cittadino, il cosiddetto "Parco della domenica". I Parchi di Piazza Corvetto sono: - Parco dell'Acquasola: Vennero progettati nel 1821 dall'architetto Carlo Barabino sull'area di un bastione medievale raccordato alla cinta del XVI secolo (2 ettari e mezzo). - Villetta Di Negro: Il parco di due ettari sorge in pieno centro cittadino: costruito nel XVIII secolo sul bastione di San Giovanni (edificato nel Cinquecento) fa da cornice al Museo d'arte orientale Edoardo Chiossone realizzato sul sito della perduta villa neoclassica del marchese Gian Carlo Di Negro (XIX secolo). |
| Parco Gropallo                                   | Centro urbano | Insieme ai Parchi di Piazza Corvetto, uno dei principali parchi del centro della città (aperto soltanto in specifiche occasioni). |
| Giardini Reali                                   | Centro urbano | Affacciati sulla darsena del porto antico, fanno da cornice al barocco Palazzo Reale, in Via Balbi. |
| Giardino del Palazzo del Principe                | Centro urbano | Il giardino all'italiana del Palazzo di Andrea Doria con caratteristica Fontana di Nettuno, è ripartito in quattro grandi aiuole e comprende piante ed essenze mediterranee, medio-orientali e d'oltreoceano. Zona Porto Antico. |
| Giardini di Palazzo Bianco e Palazzo Doria Tursi | Centro urbano | Giardini pensili all'Italiana, incastonati tra due dei più famosi Palazzi dei Rolli di Strada Nuova. |
| Giardini Nicolosio Lomellino                     | Centro urbano | In Via Garibaldi, appartengono al Palazzo Nicolosio Lomellino ed hanno terrazze pensili ed un ninfeo con giochi d'acqua. |
| Villa Imperiale Scassi                           | Centro urbano | Villa con parco del XVI secolo a Sampierdarena. Conserva tuttora parte dei maestosi giardini per i quali venne soprannominato "La Bellezza". |
| Parco della Fiumara                              | Centro urbano | Nel quartiere centrale di Sampierdarena è un'area verde, adiacente al grande centro commerciale. |
| Villa Croce                                      | Centro urbano | Parco sul colle di Carignano affacciato sulla Circonvallazione a mare. Al suo interno si trova la Villa ottocentesca costruita su precedente (XVII secolo) edificio, che è stata donata da Andrea Croce al Comune di Genova e che oggi accoglie il Museo d'arte Contemporanea. |
| Villa Gruber De Mari                             | Centro urbano | Parco nel quartiere di Castelletto, di circa 13.500 m2 affacciato sulla Circonvallazione a monte e caratterizzato dalla villa in stile neoclassico. Comprende la torre dell'edificio originario risalente al XVI secolo. |
| Parco del castello d'Albertis                    | Centro urbano | Il parco circonda il castello risalente alla fine del XIX secolo ed edificato in stile neogotico. Dalle alture del bastione cinquecentesco di Montegalletto, posto a strapiombo sul mare, è possibile godere di un panorama completo sul golfo di Genova. Il complesso accoglie il Museo delle Culture del Mondo e si trova nel quartiere di Castelletto. |
| Parco di Villa Saluzzo Bombrini                  | Centro urbano | Si tratta di un parco di circa un ettaro coltivato all'inglese che circonda la villa di fine XIX secolo, oggi sede del Conservatorio musicale intitolato a Niccolò Paganini, nel centrale quartiere di Albaro. |
| Villa Imperiale (Cattaneo Terralba)              | Centro urbano | Parco di stile cinquecentesco, circonda la villa costruita alla fine del XV secolo per il nobile Lorenzo Cristoforo Cattaneo, nel quartiere di San Fruttuoso. Ospitò nel 1502 re Luigi XII di Francia; il complesso passò poi ai Salvago, quindi agli Imperiale di Sant'Angelo e infine al Comune di Genova. |
| Bosco dei Frati minori                           | Alture        | È un'area boschiva posta sulle alture genovesi della bassa Val Bisagno, nella zona di San Fruttuoso; nei pressi sorge l'antico complesso religioso del Mille del santuario della Madonna del Monte. |
| Prato Casarile                                   | Centro urbano | Nel quartiere settentrionale di Molassana, è un'area verde sorta sul letto di area lacustre . |

Le ville di Genova nelle foto di Paolo Monti, 1963
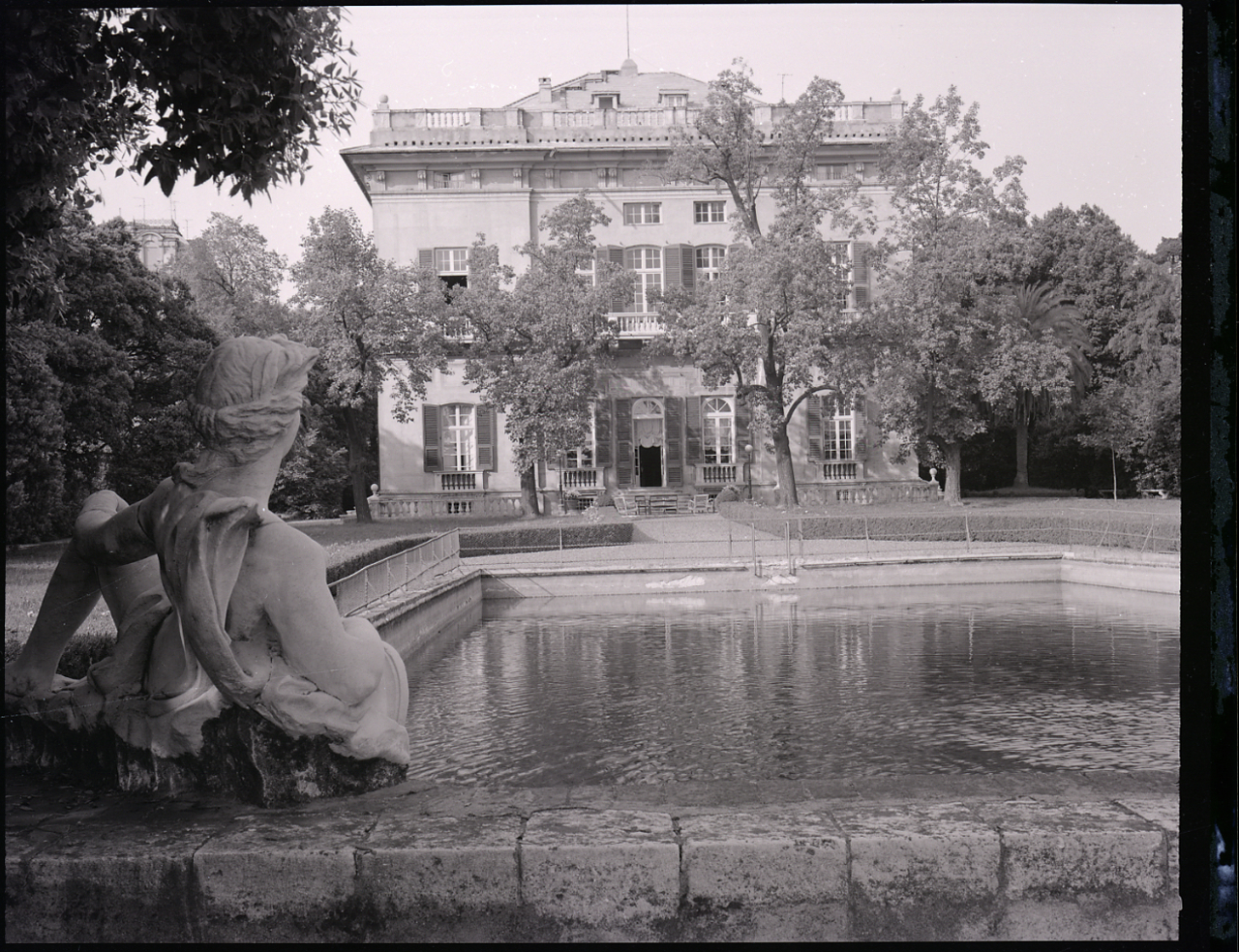
Parco e villa Gropallo
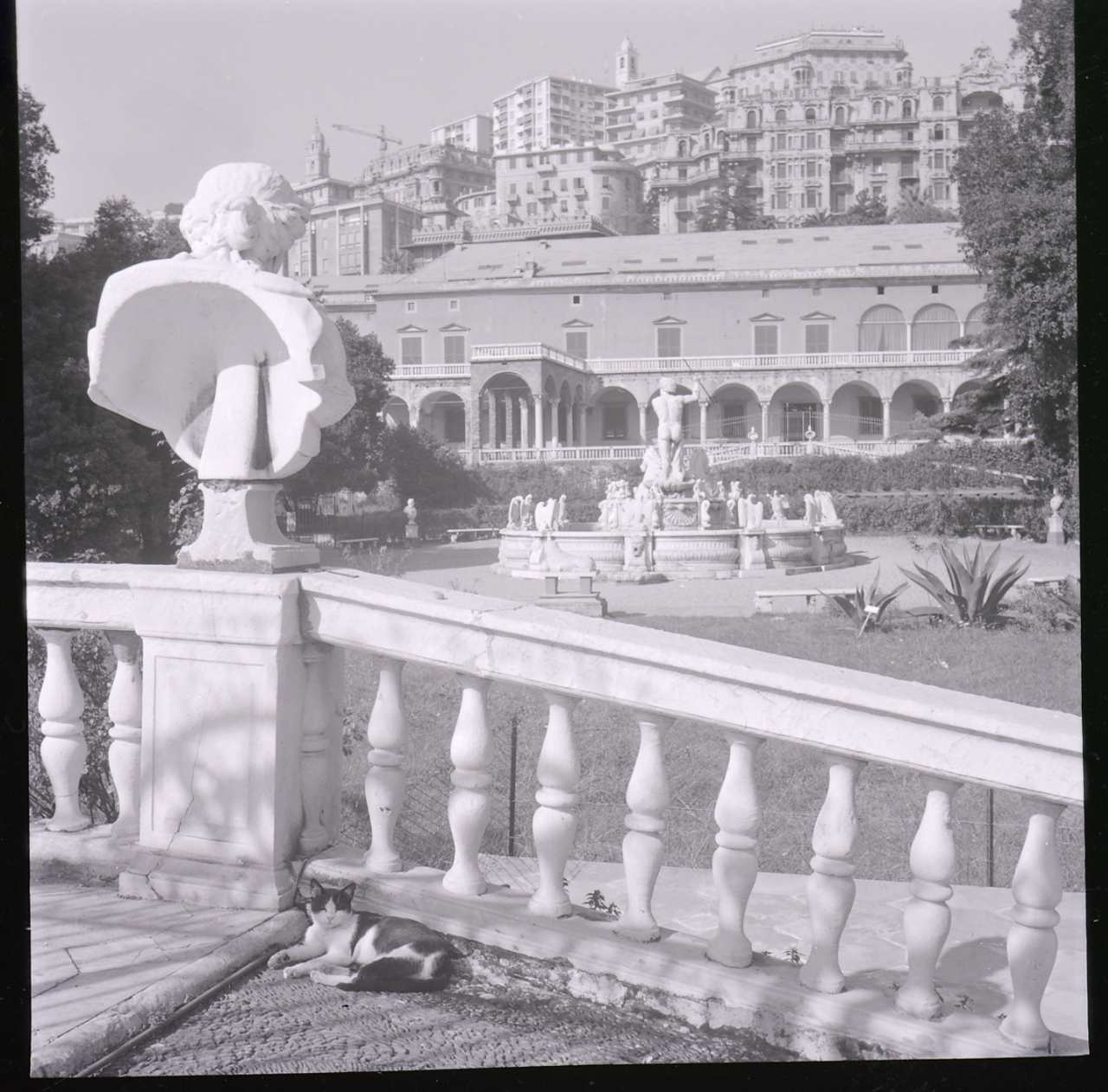
Villa del Principe
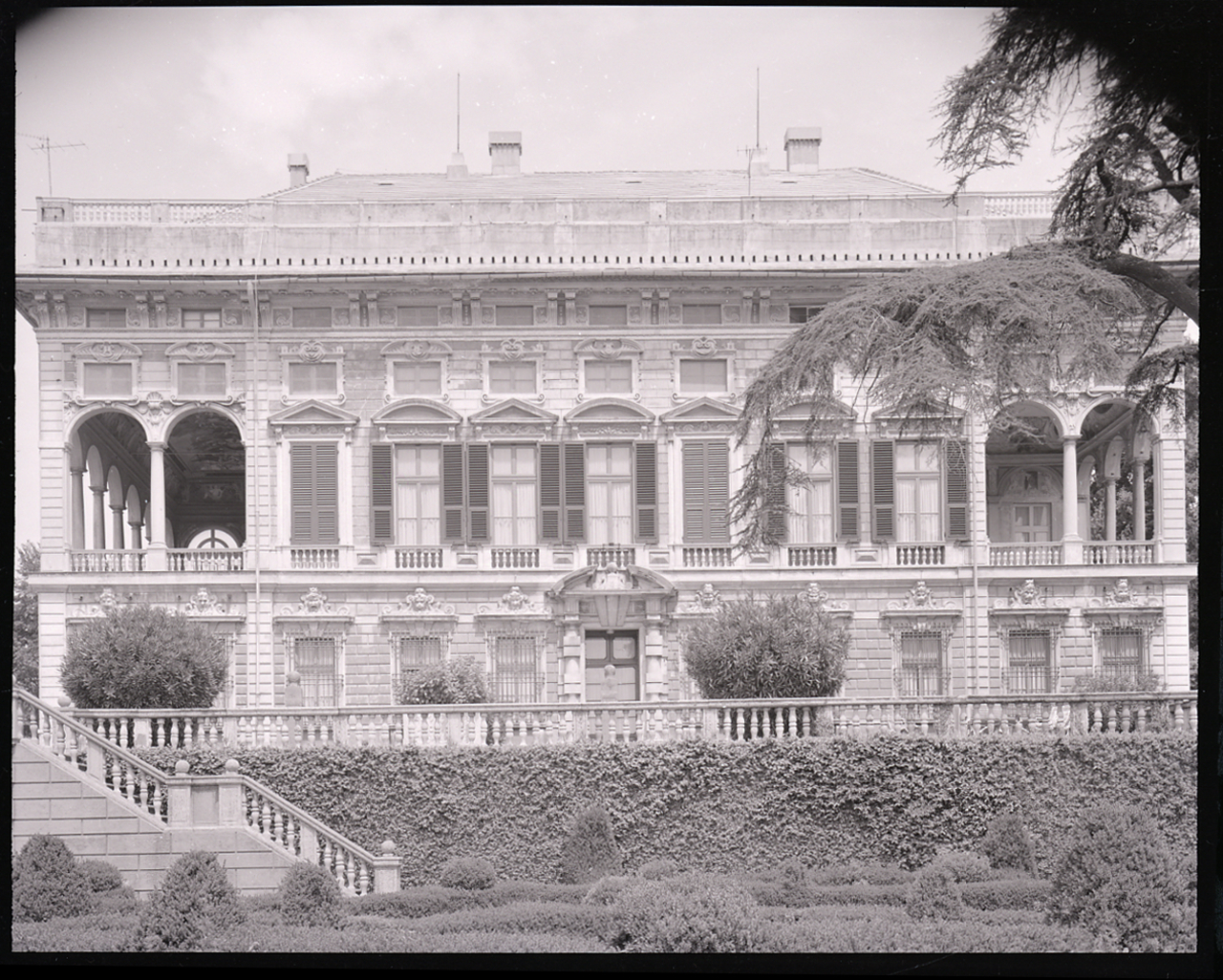
Villa Saluzzo Bombrini
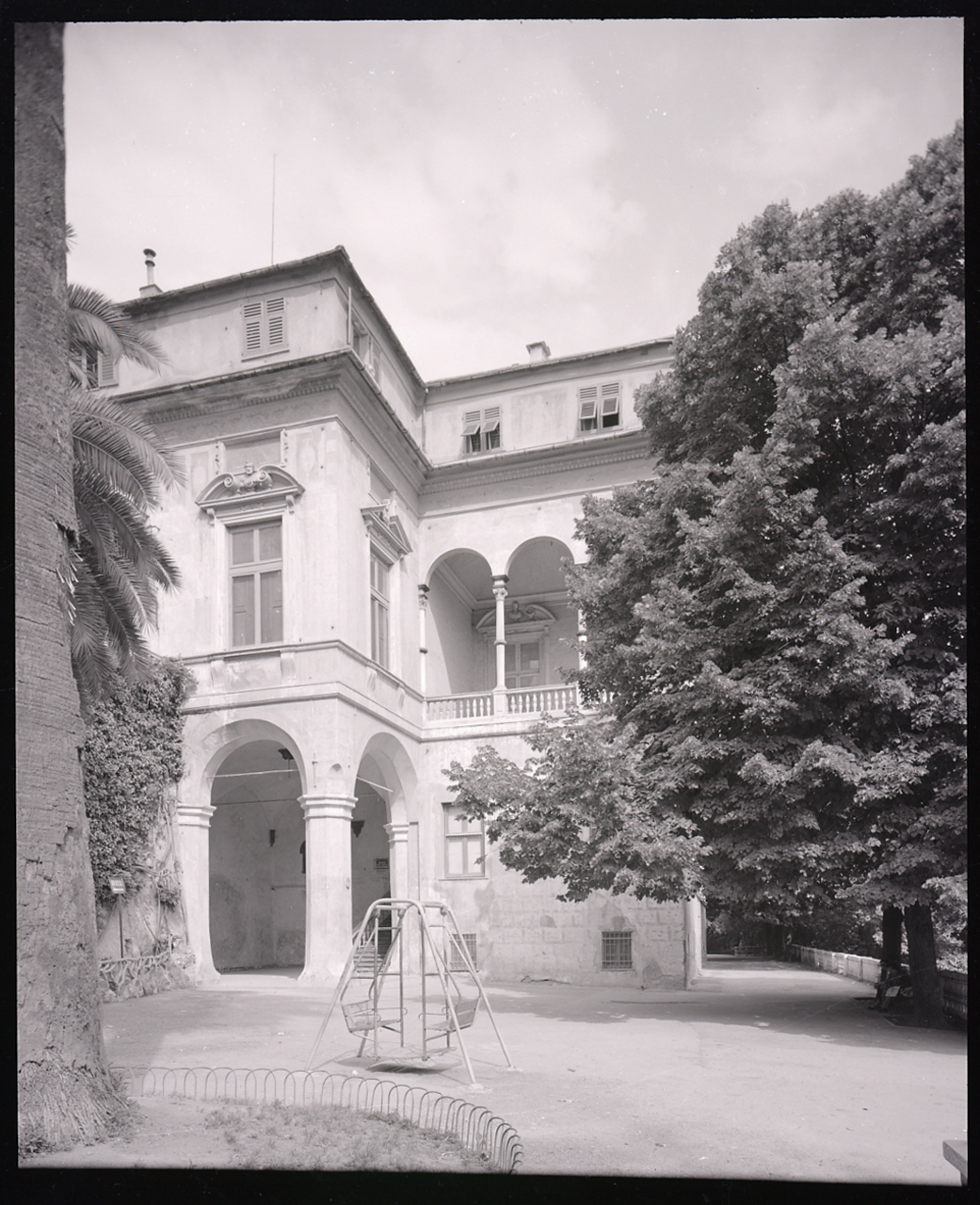
Villa Imperiale

### Parchi del Ponente Cittadino
| Nome                                     | Ubicazione    | Caratteristiche |
| ---------------------------------------- | ------------- | --- |
| Villa Brignole Sale Duchessa di Galliera | Centro urbano | A Voltri, il parco di 25 ettari include il Palazzo Brignole Sale (origini XIV secolo, ampliato nel XVIII secolo e nel XIX secolo) e il santuario della Madonna delle Grazie (posto a 160 metri s.l.m) con le tombe della Duchessa di Galliera e dei suoi familiari. |
| Parco urbano di Punta Martin             | Alture        | Parco urbano posto alle spalle del quartiere di Pegli. |
| Villa Doria                              | Centro urbano | A Pegli, è un parco di 115.000 m2 situato intorno alla villa cinquecentesca del banchiere Centurione, consuocero di Andrea Doria; fu abitata dal principe Gianandrea Doria e dai suoi discendenti; è proprietà comunale come la maggior parte dei parchi e delle ville storiche genovesi. |
| Parco urbano di monte Pennello           | Alture        | Parco urbano posto alle spalle del quartiere di Pegli. |
| Villa Durazzo-Pallavicini                | Centro urbano | Pegli. Edificio residenziale e parco storico, in cui hanno sede il Museo di archeologia ligure e l'orto botanico creato nel 1794 ed intitolato a Clelia Durazzo Pallavicini. Il percorso nel parco realizzato (negli anni 1840) da Michele Canzio (scenografo del Teatro Carlo Felice e fratello del patriota Stefano Canzio) per il marchese Ignazio Alessandro Pallavicini, è una sorta di itinerario teatrale, articolato in una serie di scenari concepiti come quinte teatrali. In primavera si può assistere alla spettacolare fioritura del "Viale delle Camelie". |
| Parco urbano del monte Gazzo             | Alture        | Parco urbano posto alle spalle del quartiere di Sestri Ponente. |
| Villa Rossi Martini                      | Centro urbano | Nel parco di Sestri Ponente (40.425 m2) che affianca la villa del XVII secolo della famiglia genovese dei Lomellini, la vegetazione è ricca di varie specie esotiche e mediterranee. È sede anche di spettacoli teatrali estivi. |
| Parco urbano di valletta Rio San Pietro  | Vallate       | Parco urbano posto in una valletta del quartiere di Cornigliano, inaugurato di recente, nell'ambito della riqulificazione del quartiere. |

### Parchi del Levante cittadino
| Nome                                     | Ubicazione    | Caratteristiche                                                   |
| ---------------------------------------- | ------------- | ----------------------------------------------------------------- |
| Villa Gambaro                            | Centro urbano | Parco situato nel quartiere di Albaro.                            |
| Villa Carrara                            | Centro urbano | Parco adiacente all'ospedale pediatrico Gaslini.                  |
| Villa Quartara                           | Centro urbano | Parco situato nel quartiere di Quarto.                            |
| Parco urbano di monte Fasce e Monte Moro | Alture        | Parco urbano posto alle spalle della città, nell'estremo levante. |
| Parco urbano di Villa Cambiaso           | Centro urbano | Parco situato nel quartiere di Albaro.                            |

### Parchi Regionali
Parco Regionale Monti Beigua-Sambuco-Dente (in parte nell'area comunale di Genova)